# Vjačeslav Strachov
Vjačeslav Vasil'evič Strachov (in russo Вячеслав Васильевич Страхов?; Mosca, 13 gennaio 1950) è un ex tuffatore sovietico.

## Biografia
Ha rappresentato l'Unione Sovietica ai Giochi olimpici di Monaco di Baviera 1972 e di Montréal 1976.
Si è qualificato ai campionati europei di nuoto di Vienna 1974 dove ha vinto la medaglia di bronzo nel trapolino 3 metri, battuto in finale dagli italiani Klaus Dibiasi e Giorgio Cagnotto.
Ai campionati mondiali di nuoto di Cali 1975 ha vinto la medaglia di bronzo nel concorso dei tuffi della trapolino tre metri, concludendo la gara alle spalle dello statunitense Phil Boggs e dell'italiano Klaus Dibiasi.

## Palmares
- Mondiali

Cali 1975: bronzo nel trampolino 3 m.
- Europei

Vienna 1974: bronzo nel trampolino 3 m.
- Universiade

Mosca 1973: oro nel trampolino 3 m.;